# 孙晓云 (1955年)
孙晓云（1955年8月—），女，江苏南京人，中国书法家，中国书法家协会主席，江苏省书法家协会主席，南京大学中国书法研究院首任院长，中共十七大、十八大、十九大代表。

## 生平
2021年1月27日，当选第八届中国书协主席。